# Termociclador

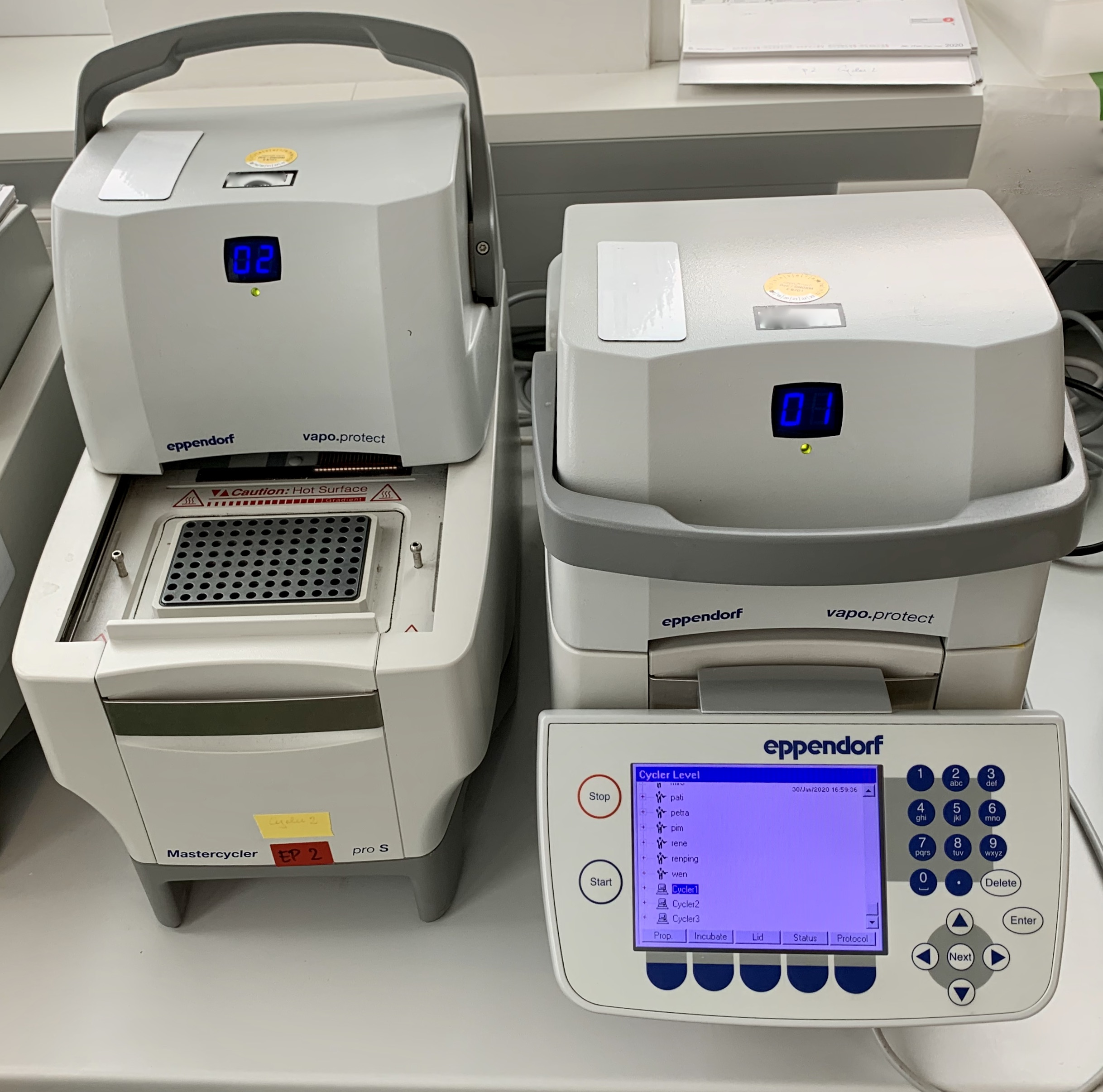
Termociclador.

Un termociclador, también conocido como máquina de PCR o reciclador térmico de PCR es un aparato usado en biología molecular que permite realizar los ciclos de temperaturas necesarios para una reacción en cadena de la polimerasa de amplificación de ADN o para reacciones de secuencia con el método de Sanger. El modelo más común consiste en un bloque de resistencia eléctrica que distribuye a través de una placa una temperatura homogénea durante tiempos que pueden ser programables, normalmente con rangos de temperatura de 4 °C a 96 °C. Dado que las reacciones incubadas en el aparato son en soluciones acuosas, suelen incluir una placa de tapa calentada constantemente a 103 °C para evitar la condensación de agua en las tapas de los tubos donde ocurre la reacción, y así evitar que los solutos se concentren, lo que modificaría las condiciones óptimas para la enzima polimerizante y la termodinámica del apareamiento de los iniciadores. También existen otras tecnologías menos populares utilizando distribución de aire caliente en tubos suspendidos, logrando el mismo objetivo de transferir calor eficientemente a la reacción para que cambien los ciclos de temperaturas. Entonces, en el termociclador se programan ciclos rápidos y continuos para iniciar los procesos de separación y desnaturalización de las cadenas de ADN molde a altas temperaturas, luego a bajas temperaturas el anillamiento e los iniciadores para que luego actúe la polimerasa Taq incorporando los dNTPs de acuerdo al ADN molde durante el proceso de PCR.
Sin duda, el termociclador ha sido una gran herramienta, la cual ha ayudado enormemente a la comunidad científica al momento de realizar experimentos a través de la técnica de reacción en cadena polimerasa, la cual aunque posee solo tres pasos para ser realizada, conlleva cambios de temperatura que deben ser muy precisos ya que cualquier error de cálculo puede resultar en un experimento fallido. Debido a estas implicancias, fue necesario idear una tecnología dura con la cual se pudiera obtener una reacción en cadena polimerasa con el menor inconveniente posible, donde solo se introdujeran los reactivos y la reacción se desarrollara sin ninguna intervención manual, de esta necesidad se logró desarrollar el termociclador, el cual se encarga de transformar energía (energía eléctrica a energía térmica para cambiar la temperatura, dependiendo de la etapa a la cual se encuentre el experimento), intercambiar información (ya que el software se encarga de recibir y dar información con respecto al experimento) y controlar tanto la materia como la energía con la cual se realiza el experimento, por ende el termociclador trabaja con los tres tipos de operando en lo que a tecnología se refiere (materia, energía e información).

## Tipos de termocicladores

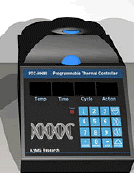
Termociclador estándar.

Desde sus inicios, esta tecnología se ha ido desarrollando para adaptarse a las distintas necesidades, por ejemplo existen termocicladores en los cuales los ciclos no producen evaporación de la mezcla (utilizando gotas de aceite mineral), otros que permiten realizar varios programas al mismo tiempo y otros que permiten trabajar a temperaturas diferentes, y muchos otros más. Pero en lo que a modelo estándar se refiere, encontraremos como características un teclado y pantallas las cuales nos indican la temperatura, los ciclos y el tiempo.
Desde hace algunos años varias compañías que fabrican y comercializan estos aparatos han cambiado la resistencia eléctrica por la tecnología Peltier aprovechando las propiedades de los semiconductores. Este material ofrece mejor uniformidad en la temperatura y rampas de incremento y decremento de la temperatura mucho más pronunciadas, obteniendo mejores resultados en los procesos del PCR. En la búsqueda de mejorar la precisión, exactitud y homogeneidad de la temperatura también se han introducido metales como el oro, la plata y otras aleaciones en los bloques de los pozos, logrando estabilidad y reproducibilidad en los ensayos. Los actuales termocicladores son capaces de realizar rápidos cambios de temperatura, y de esta forma realizar los pasos de desnaturalización del ADN, alineamiento o unión del cebador con la secuencia de ADN complementaria y extensión de la cadena de ADN de forma cíclica. En otras palabras, la tecnología del termociclador ha llegado a ser muy versátil en cuanto a las distintas necesidades de los experimentos que van surgiendo con el tiempo.

### Precauciones de uso
Muchos instrumentos en los laboratorios pueden provocar ciertos accidentes, y el termociclador no es la excepción:
- El calentar las muestras puede provocar explosiones debido a la diferencia de velocidad de calentamiento produce burbujas que pueden estallar.
- Si no se tiene aflojado el tapón de las botellas o matraces es posible que estos estallen.
- Se debe utilizar la ropa y pantalla facial adecuadas, y controlar la intensidad del aparato, que solo puede ser la máxima con agua y la mínima si se utiliza gel de agarosa.
- Deberá existir una tabla que muestre los tiempos en cada posición del potenciometro y de las cantidades a emplear.